# Abadon

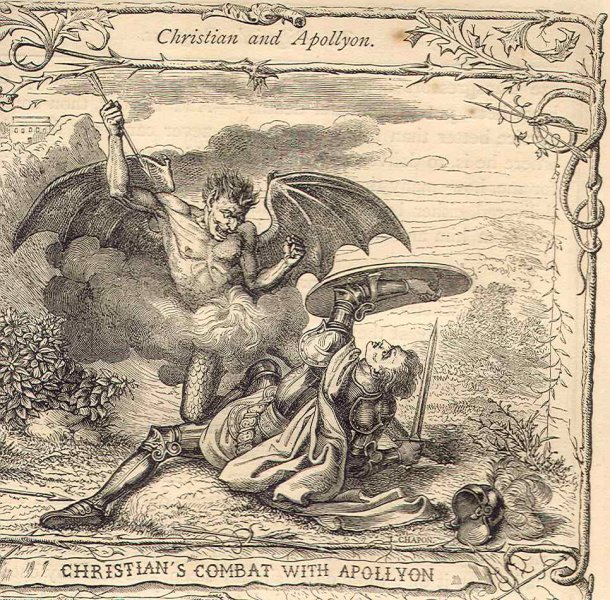
Apol·lió (al damunt) batallant contra Cristià a l'obra de John Bunyan The Pilgrim's Progress

El terme hebreu Abadon o Abadó (hebreu: אֲבַדּוֹן‎ «destrucció», 'Ǎḇaddōn), i el seu equivalent grec Apol·líon o Apol·liont (grec antic: Ἀπολλύων, ονος/οντος, Apollýōn, onos/ontos; l'Exterminador, el Destructor), apareix a la Bíblia com a lloc de destrucció i un àngel. A la Bíblia hebrea Abaddon s'utilitza amb referència a un pou sense fons, i sovint apareix al costat del lloc שאול (xeol), és a dir, el regne dels morts. A l'Apocalipsi del Nou Testament, es descriu un àngel anomenat Abadon com el rei d'un exèrcit de llagostes; el seu nom es transcriu primer en grec ［Ap 9:11］ "anomenat Abadon en hebreu" (Ἀβαδδὼν)), i després traduït al grec (Ἀπολλύων Apollyon).

## Etimologia
L'hebreu אֲבַדּוֹן ('ǎḇaddōn) és una forma intensiva del verb אָבַד (abad, "perir", "destruir"), que a la Bíblia hebrea es troba 174 cops, i significa "lloc de destrucció", "destrucció", "ruïna"; a la Septuaginta, ǎḇaddōn és traduït en grec com a ἀπώλεια (apoleia)
El terme grec utilitzat al llibre de l'Apocalipsi, Ἀπολλύων (Apollyon), deriva de ἀπόλλυμι (apollumi), "destruir", que significa "el destructor"